# そんなbitterな話
「そんなbitterな話」(そんなビターなはなし）は日本のシンガーソングライター・Vaundyの楽曲。2023年3月13日に配信限定でリリースされた。本作はABEMAで放送された恋愛番組「花束とオオカミちゃんには騙されない」の主題歌として書き下ろされた。

## 概要
前作の「まぶた」から約2ヶ月ぶり、2023年2曲目のリリースである。
直球の16ビートロックンロールであり、恋愛のほろ苦さを歌った楽曲。本曲についてVaundyは、「出演者や視聴者のみなさんはもちろん、誰もが持っている恋の思い出や経験のBGMのような曲になるとうれしいです」と思いを綴った。
2023年2月20日、ABEMAの恋愛番組『オオカミ』シリーズの新作「花束とオオカミちゃんには騙されない」の主題歌に楽曲が使用されたことが発表された。「オオカミ」シリーズの主題歌に抜擢されるのは「彼とオオカミちゃんには騙されない」で使用された「恋風邪にのせて」以来約1年ぶり、2度目となった。3月5日には楽曲の配信リリースが告知された。
楽曲は2023年11月15日リリースのスタジオ・アルバム『replica』に収録され、同作をもってCDリリースされた。

## ミュージックビデオ
2023年3月20日にミュージックビデオがYouTubeに公開された。俳優の板垣李光人・伊藤万理華が主人公のカップルを演じ、別れを選んだ2人がさまざまな思い出を振り返る様子がセパレートされた画面で捉えられたドラマのような作品となっている。
監督は映像クリエイターの堀田英仁が担当した。
板垣は「愛する人と摩擦することで自分の生を実感するような、そんなことを考えながら撮影をさせていただきとても楽しかったです」と、伊藤は「即興的、実験的な撮影をしたりして制作陣のみなさんとわくわくしながら取り組みました。二人の時間、それぞれが過ごす時間でシンクロする日常は、Vaundyさんの音楽と重なってほろ苦く心に残ります」とコメントを残した。

## チャート成績
楽曲はリリース後、Spotifyの急上昇チャート1位を獲得を獲得し、注目を浴びた。
Billboard JAPANチャートには2023年3月27日付チャートで総合37位に初登場。6月19日付チャートにて最高順位の総合15位を記録した。
2023年9月6日発表のBillboard JAPANが集計するストリーミングチャート「Streaming Songs」において累計1億回再生を突破した。チャートインから25週目での1億回達成は、「踊り子」がもっていた27週目での1億回達成という記録を超え、当時自身最速記録であった。また、これによって累計1億回再生を突破したVaundyの楽曲は先ほどの「踊り子」や「怪獣の花唄」等を含む11曲となった。

## 収録内容
| #  | タイトル             | 作詞・作曲 | 編曲   | 時間 |
| -- | -------------------- | ---------- | ------ | ---- |
| 1. | 「そんなbitterな話」 | Vaundy     | Vaundy | 4:36 |

## タイアップ
- ABEMA「花束とオオカミちゃんには騙されない」主題歌[8]